# Piaskoczołg

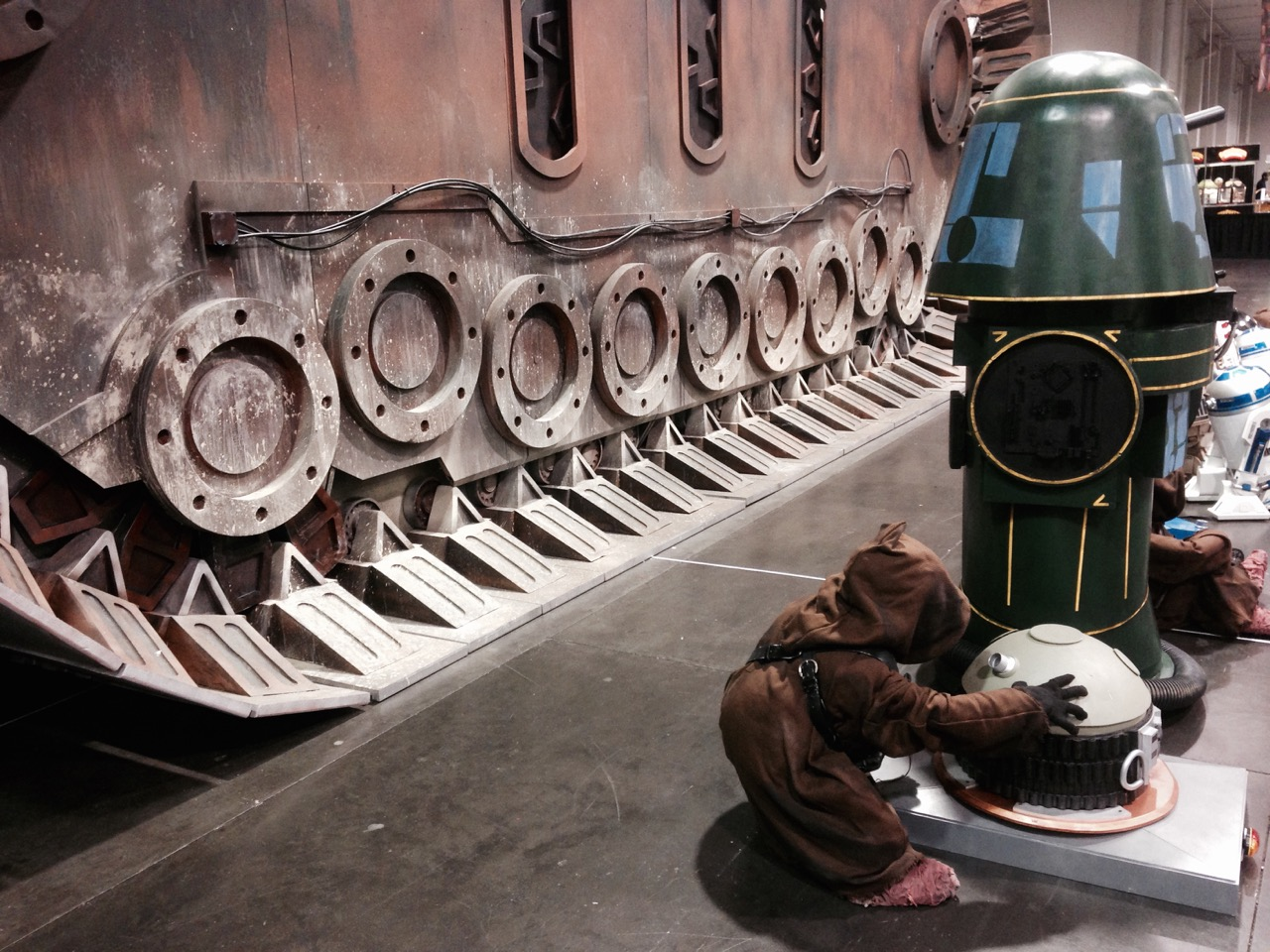
Jawy i droidy na tle piaskoczołgu, 2015

Piaskoczołg (ang. Sandcrawler) – fikcyjny pojazd transportowy, występujący w świecie Gwiezdnych Wojen. Występuje między innymi na pustynnej planecie Tatooine. Pojazd, który pojawia się w części Gwiezdne wojny: część IV – Nowa nadzieja ma 37 metrów długości i 18 metrów wysokości. Na planie filmowym pojawiła się jednak jedynie 27-metrowa część kadłuba, skonstruowana do filmu. Inne ujęcia symulowano między innymi za pomocą zdalnie sterowanego modelu. 